# Martin Bormann junior
Adolf Martin Bormann (* 14. April 1930 in Grünwald; † 11. März 2013 in Herdecke) war ein deutscher  römisch-katholischer Geistlicher. Er war der älteste Sohn von Adolf Hitlers Sekretär Martin Bormann.

## Leben

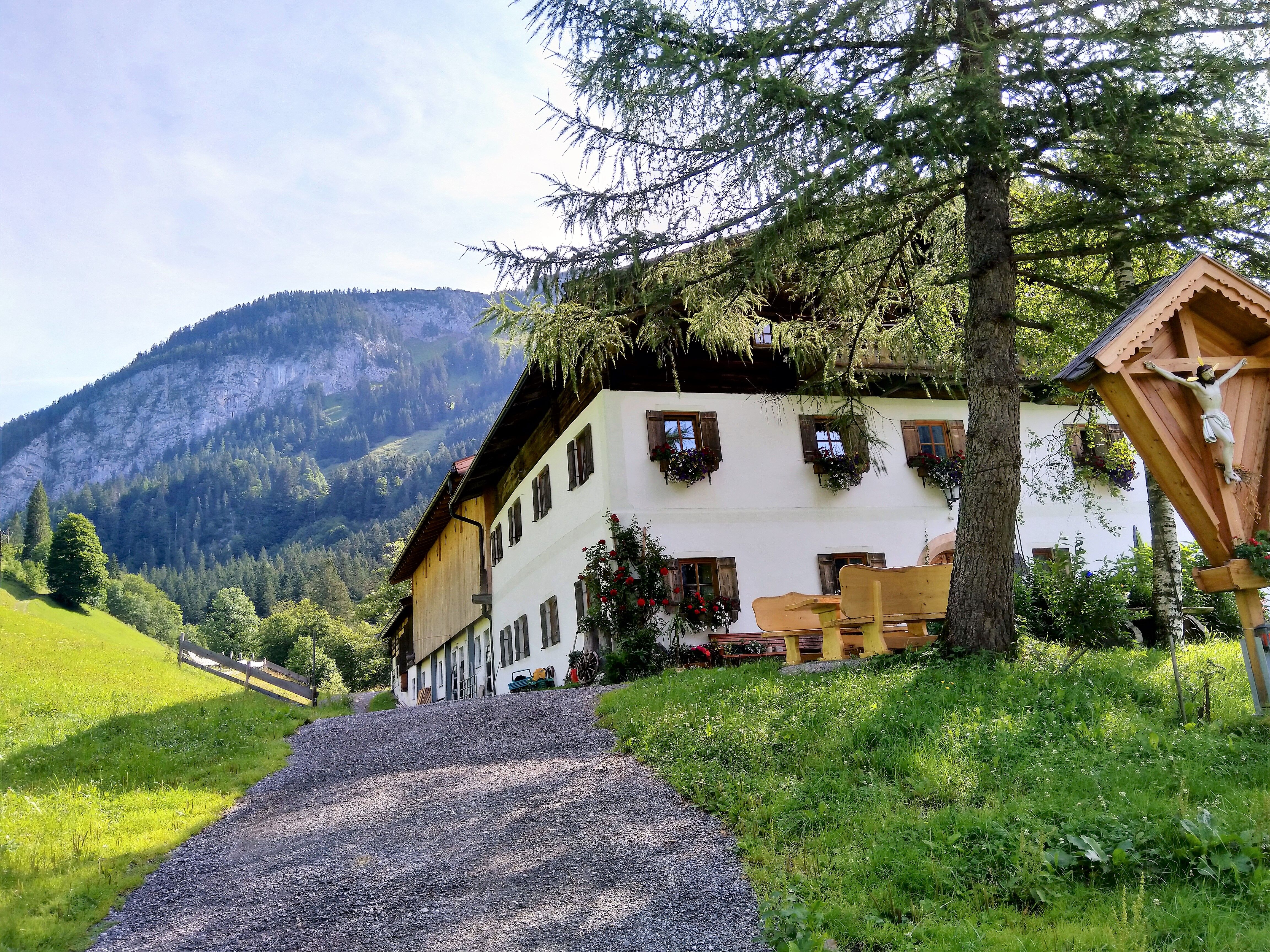
Querleitenbauer in Hintertal (Weißbach bei Lofer), Aufenthaltsort von Bormann ab 1945

Martin Bormann war das älteste von zehn Kindern von Martin Bormann und seiner Frau Gerda und der erste Patensohn von Adolf Hitler, nach dem er auch benannt wurde. Als Kind wurde er „Krönzi“ (Verballhornung von Kronprinz) genannt. Die ganze Familie lebte weitgehend isoliert im Führersperrgebiet Obersalzberg bei Berchtesgaden, bis er 1940 auf die „Reichsschule der NSDAP“ in Feldafing am Starnberger See kam.
Am 15. April 1945 wurde die von ihm zu der Zeit besuchte Schule geschlossen. Dem jungen Martin wurde von einem Parteifunktionär in München namens Hummel geraten, seine Mutter im noch immer von den Deutschen besetzten Gröden / Val Gardena in der Nähe von Wolkenstein im italienischen Südtirol zu erreichen. 
Bis dorthin kam er nicht, sondern strandete in Salzburg. Der örtliche Gauleiter besorgte ihm falsche Ausweispapiere und er fand Gastfreundschaft bei Nikolaus Hohenwarter, einem Bergbauern in Weißbach bei Lofer im Land Salzburg. Der sogenannte Querleitenbauer nahm ihn wie einen Sohn auf. 
Nach dieser Erfahrung praktizierter christlicher Nächstenliebe absolvierte er römisch-katholischen Religionsunterricht in Maria Kirchental und ließ sich 1947 römisch-katholisch taufen. Im selben Jahr wurde er allerdings enttarnt und kurz inhaftiert. Danach besuchte er das Privatgymnasium der Herz-Jesu-Missionare in Liefering und erhielt 1958 die Priesterweihe. 
In einem Interview berichtete er, dass er damals panische Angst hatte, was sein Vater, der zu dieser Zeit noch als verschollen galt, ihm antun würde, wenn dieser von seinem Schritt erführe. 
Er trat dem Orden der Herz-Jesu-Missionare bei und war 1957 bis 1960 als Frater Martin Erzieher in einem Donauwörther Internat, das im Kloster Heilig Kreuz untergebracht ist. Er arbeitete jahrelang im Kongo, wo er mehrmals von Simbarebellen als Geisel verschleppt wurde.
1969 hatte er einen schweren Autounfall und wurde von einer Ordensschwester gepflegt. Anschließend ließen sich beide von ihren Gelübden entbinden und heirateten 1971. Bormann arbeitete in Hagen als Lehrer für Religion, Deutsch, Philosophie und Theologie. 1992 ging er in den Ruhestand.
Ende Dezember 2010 meldete sich ein ehemaliger Schüler Bormanns zu Wort, der ihn beschuldigte, ihn Anfang der 1960er Jahre, damals im Alter von zwölf Jahren, im Klostergymnasium von Liefering über einen Zeitraum von einem Jahr mehrfach sexuell missbraucht zu haben.
Vom Nachrichtenmagazin Profil mit diesen Vorwürfen konfrontiert, konnte oder wollte sich Bormann an diese Zeit nicht erinnern.
Laut Recherchen des Lieferinger Paters Aninger war Bormann im fraglichen Zeitraum nicht mehr in Salzburg-Liefering im Dienst gewesen, sondern unterrichtete in Klagenfurt. Im Juni 2012 sprach die unabhängige Opferschutzkommission unter der Leitung von Waltraud Klasnic dem Opfer eine fünfstellige Entschädigungssumme und Therapiestunden zu, bezahlt von der katholischen Kirche. Damit war jedoch keine Schuldfeststellung Bormanns verbunden.

## Haltung zum Nationalsozialismus
Als ein prägendes Erlebnis seiner Kindheit schilderte Martin Bormann einen Besuch im Haus von Heinrich Himmler, bei dem dessen Geliebte Hedwig Potthast ihm und seiner Schwester Himmlers „besondere Sammlung“ gezeigt habe: Tische und Stühle, die aus menschlichen Knochen gefertigt worden seien, sowie eine Ausgabe von Hitlers Mein Kampf, die in Menschenhaut gebunden gewesen sein soll.
1987 traf er den israelischen Psychologen Dan Bar-On von der Ben-Gurion-Universität im Negev, der Sohn eines Holocaustüberlebenden war. Er wurde Mitglied von Bar-Ons Gesprächskreis TRT (To Reflect and Trust) zwischen Täter- und Opferkindern und traf sich in Israel mit Überlebenden des Holocaust. Außerdem sprach er in Schulklassen in Deutschland und Österreich über seine Biografie.
Wenn er über seinen Vater sprach, unterschied Bormann zwischen dem strengen, aber geliebten Vater, den er persönlich erlebte, und der politischen Person, deren Taten er verurteilte.
2002 wurde Bormann mit dem Alfred-Müller-Felsenburg-Preis für aufrechte Literatur ausgezeichnet.

## Schriften
- Leben gegen Schatten. Bonifatius, Paderborn 1996, ISBN 3-89710-266-8.